# Shinkei

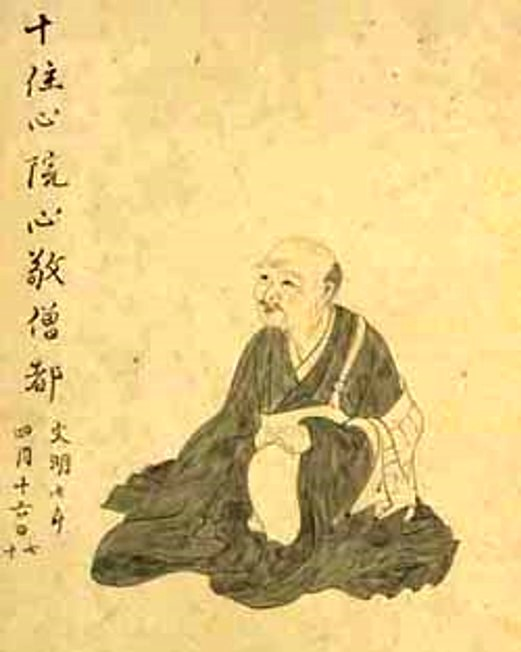
Shinkei

Shinkei (japanisch 心敬; geboren 1406 in Taishō, Landkreis Nagusa in der Provinz Kii; gestorben 14. Mai 1475 in Ōyama, (Provinz Sagami)) war ein japanischer buddhistischer Geistlicher, sowie Tanka- und Renga-Dichter der mittleren Muromachi-Zeit.

## Leben und Wirken
Shinkei nannte sich zunächst „Shin’e“ (心恵), ab dem Alter von etwa 50 dann „Shinkei“. Er führte den Titel „Gon no Daisōzu“ (権大僧都) – etwa „Hohepriester unter der kaiserlichen Herrschaft“. Er wurde auch „Renkai Hōshi“ (連海法師) – „Meer verbindender Priester“ genannt. Er wurde im Alter von drei Jahren  nach Kyōto gebracht und in eine Priesterlehre gegeben. Nach seiner Ausbildung im Yokawa (横川) des Enryaku-ji auf dem Berg Hiei-zan trat er ein in den Tempel Jūjūshin-in (十住心院) am Fuße des Berges Otowa (音羽山麓, Otowa-san) in Kyōto. Der genaue Ursprung von Renga ist unbekannt, er lernte jedenfalls Waka von Shōtetsu (1381–1459) und versuchte, dessen Lehren in Renga in die Praxis umzusetzen.
Shinkei hatte einen anderen Stil als die Renga-Dichter seiner Zeit. Vor der Ōnin-Ära (1467–1469) nahm er bereits 1433 am Wettbewerb „Kitano Manku“ (北野萬句) teil. Von Zeit genossen wie Sōzei (宗砌; 1386–1455) haben nur wenige Werke überlebt, ganz zu schweigen von Senjun (専順; 1411–1476) und anderen, sie waren eher Nebenströmungen. Im April 1467 brach Shinkei nach Ise auf und begab sich auf Einladung von Suzuki Nagatoshi (鈴木 長敏) auf dem Seeweg nach Shinagawa in der Provinz Sagami. Danach beabsichtigte er, nach Kyŏto zurückzukehren, gab das aber wegen des Ōnin-Krieges auf und reiste im Sommer 1471nach Ōyama (大山) in der Provinz Sagami, blieb dort, bis er dort starb. Sein Schüler Iio Sōgi (1421–1502), der sich gerade mit der „Kantō-Art“ (関東流) des Renga beschäftigte, besuchte Shinkei in dessen strohgedeckten Hütte und erhielt Unterricht.  Dessen Stil wurde dann zur Hauptlinie der Renga-Dichtung.
Shinkeis Hauptwerk ist „Sasamegoto“, dessen erster Band er 1463 in seiner Heimatstadt Taishō veröffentlichte. Weitere Werke sind unter anderem „Hitorigoto “ (ひとりごと) – etwa „Selbstgespräch“, „Rō no kurigen“ (老のくり言) – „Worte eines alten Mannes“, „Shiyō-shō“ (私用抄) – etwa „Zum privaten Gebrauch“, Sammlungen von Waka, Renga und buddhistischen Gedanken. „Shingyoku-shū“ (心玉集) und „Shibakusa“ (芝草) ergänzen sein Werk. Mit einem scharfen Gespür und einem durchdachten Stil zeichnen sich die Werke durch eine starke Eigenständigkeit aus.
Ein Schüler Shinkeis war der junge Inawashiro Kensai (1452–1510).